# Montcarra
Montcarra est une commune française située dans le département de l'Isère en région Auvergne-Rhône-Alpes.
Positionnée dans la partie septentrionale du département de l'Isère, au nord de l'agglomération de Bourgoin-Jallieu et à l'est de la métropole lyonnaise, ses habitants sont dénommés les Montcarradiauds.

## Géographie

### Situation et description
Montcarra est une commune française, située dans le département de l'Isère et la région Auvergne-Rhône-Alpe et plus précisément dans le canton de La Tour-du-Pin et la communauté de communes des Balcons du Dauphiné dont le siège est fixé dans la commune d'Arandon-Passins.

### Géologie
Le territoire de Montcarra se situe sur les hauteurs qui dominent la vallée de la Bourbre et donc entre la plaine de Lyon et la bordure occidentale du plateau du Bas-Dauphiné qui recouvre toute la partie iséroise où il n'y a pas de massifs montagneux. Ce plateau se confond en grande partie avec la micro-région du Nord-Isère, région naturelle qui est composée essentiellement de collines de basse ou moyenne altitude et des longues vallées et plaines.

### Climat
Pour des articles plus généraux, voir Climat d'Auvergne-Rhône-Alpes et Climat de l'Isère.
En 2010, le climat de la commune est de type climat des marges montargnardes, selon une étude du Centre national de la recherche scientifique s'appuyant sur une série de données couvrant la période 1971-2000. En 2020, Météo-France publie une typologie des climats de la France métropolitaine dans laquelle la commune est exposée à un climat de montagne ou de marges de montagne et est dans la région climatique Alpes du nord, caractérisée par une pluviométrie annuelle de 1 200 à 1 500 mm, irrégulièrement répartie en été.
Pour la période 1971-2000, la température annuelle moyenne est de 11 °C, avec une amplitude thermique annuelle de 17,5 °C. Le cumul annuel moyen de précipitations est de 1 139 mm, avec 10,3 jours de précipitations en janvier et 7,1 jours en juillet. Pour la période 1991-2020, la température moyenne annuelle observée sur la station météorologique de Météo-France la plus proche, « Bourgoin », sur la commune de Bourgoin-Jallieu à 9 km à vol d'oiseau, est de 12,4 °C et le cumul annuel moyen de précipitations est de 844,0 mm,. Pour l'avenir, les paramètres climatiques de la commune estimés pour 2050 selon différents scénarios d'émission de gaz à effet de serre sont consultables sur un site dédié publié par Météo-France en novembre 2022.

### Hydrographie
Le territoire de la commune est sillonné par quelques ruisseaux dont certains rejoignent l'étang de Gole, principale étendue d'eau.

### Voies de communication et transports
La gare ferroviaire la plus proche est la gare de Bourgoin-Jallieu.

## Urbanisme

### Typologie
Au 1er janvier 2024, Montcarra est catégorisée commune rurale à habitat dispersé, selon la nouvelle grille communale de densité à sept niveaux définie par l'Insee en 2022.
Elle est située hors unité urbaine. Par ailleurs la commune fait partie de l'aire d'attraction de Lyon, dont elle est une commune de la couronne,. Cette aire, qui regroupe 397 communes, est catégorisée dans les aires de 700 000 habitants ou plus (hors Paris),.

### Occupation des sols
L'occupation des sols de la commune, telle qu'elle ressort de la base de données européenne d’occupation biophysique des sols Corine Land Cover (CLC), est marquée par l'importance des territoires agricoles (71,5 % en 2018), une proportion sensiblement équivalente à celle de 1990 (71,4 %). La répartition détaillée en 2018 est la suivante : 
zones agricoles hétérogènes (48,9 %), forêts (23,4 %), terres arables (22,1 %), zones urbanisées (5,1 %), prairies (0,5 %). L'évolution de l’occupation des sols de la commune et de ses infrastructures peut être observée sur les différentes représentations cartographiques du territoire : la carte de Cassini (XVIIIe siècle), la carte d'état-major (1820-1866) et les cartes ou photos aériennes de l'IGN pour la période actuelle (1950 à aujourd'hui).

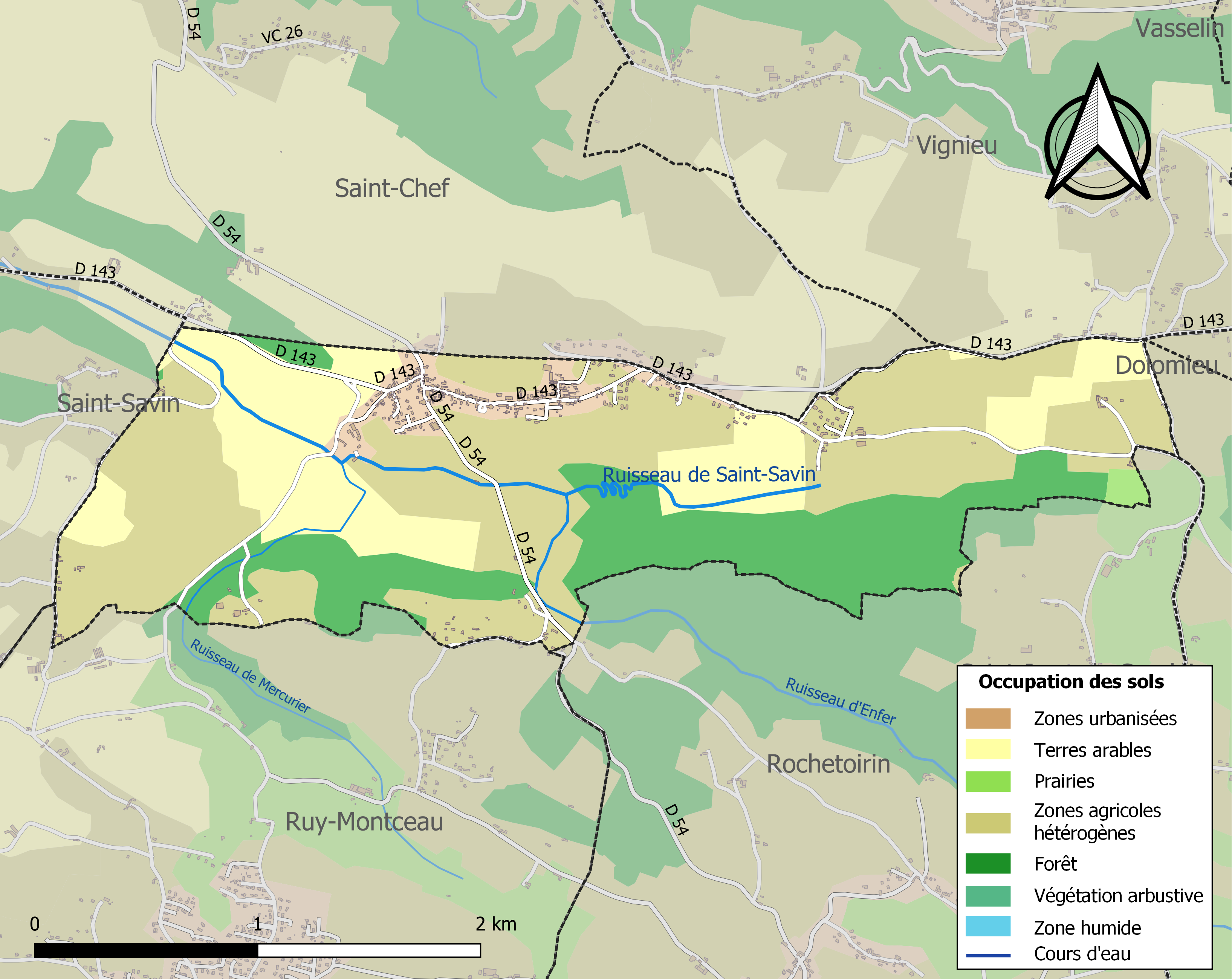
Carte des infrastructures et de l'occupation des sols de la commune en 2018 (CLC).

### Risques naturels et technologiques

#### Risques sismiques
L'ensemble du territoire de la commune de Montcarra est situé en zone de sismicité n°3 (sur une échelle de 1 à 5), comme la plupart des communes de son secteur géographique.
| Type de zone | Niveau            | Définitions (bâtiment à risque normal) |
| ------------ | ----------------- | -------------------------------------- |
| Zone 3       | Sismicité modérée | accélération = 1,1 m/s2                |

## Histoire

### Antiquité et Moyen Âge
Au début de l'Antiquité, le territoire de la tribu gauloise des Allobroges s'étendait sur la plus grande partie des pays qui seront nommés plus tard la Sapaudia (ce « pays des sapins » deviendra la Savoie) et au nord de l'Isère.
Les Allobroges, comme bien d'autres peuples gaulois, sont une « confédération ». En fait, les Romains donnèrent, par commodité le nom d'Allobroges à l'ensemble des peuples gaulois vivant dans la civitate (cité) de Vienne, à l'ouest et au sud de la Sapaudia.
Au XIIe siècle, Le château épiscopal de Seyssuel est incendié par Jean de Torchefelon, seigneur de Montcarra, opposé à l'archevêque de Vienne, Thibaud de Rougemont qui voulait le forcer à être son vassal.

## Politique et administration

### Liste des maires
| Période                                  | Période   | Identité      | Étiquette | Qualité   |
| ---------------------------------------- | --------- | ------------- | --------- | --------- |
| mars 1989                                | mars 2008 | Guy Thomasset | [SE]      |           |
| mars 2008                                | mars 2014 | Marc Moulin   |           |           |
| mars 2014                                | En cours  | David Emeraud | [SE]      | Infirmier |
| Les données manquantes sont à compléter. |           |               |           |           |

## Population et société

### Démographie
```
| type                        = Commune rurale à habitat dispersé
| unité urbaine               = Hors unité urbaine
| aire d'attraction           = 
Lyon
 
(commune de la couronne)
```

L'évolution du nombre d'habitants est connue à travers les recensements de la population effectués dans la commune depuis 1800. Pour les communes de moins de 10 000 habitants, une enquête de recensement portant sur toute la population est réalisée tous les cinq ans, les populations de référence des années intermédiaires étant quant à elles estimées par interpolation ou extrapolation. Pour la commune, le premier recensement exhaustif entrant dans le cadre du nouveau dispositif a été réalisé en 2005.

En 2022, la commune comptait 606 habitants, en évolution de +14,34 % par rapport à 2016 (Isère : +3,07 %, France hors Mayotte : +2,11 %).
| 1800 | 1806 | 1821 | 1831 | 1836 | 1841 | 1846 | 1851 | 1856 |
| ---- | ---- | ---- | ---- | ---- | ---- | ---- | ---- | ---- |
| 412  | 428  | 559  | 607  | 586  | 643  | 647  | 662  | 673  |

| 1861 | 1866 | 1872 | 1876 | 1881 | 1886 | 1891 | 1896 | 1901 |
| ---- | ---- | ---- | ---- | ---- | ---- | ---- | ---- | ---- |
| 622  | 630  | 601  | 601  | 543  | 544  | 488  | 492  | 466  |

| 1906 | 1911 | 1921 | 1926 | 1931 | 1936 | 1946 | 1954 | 1962 |
| ---- | ---- | ---- | ---- | ---- | ---- | ---- | ---- | ---- |
| 422  | 410  | 348  | 330  | 323  | 316  | 259  | 193  | 195  |

| 1968 | 1975 | 1982 | 1990 | 1999 | 2005 | 2006 | 2010 | 2015 |
| ---- | ---- | ---- | ---- | ---- | ---- | ---- | ---- | ---- |
| 179  | 189  | 233  | 288  | 351  | 415  | 422  | 475  | 519  |

| 2020 | 2022 | - | - | - | - | - | - | - |
| ---- | ---- | - | - | - | - | - | - | - |
| 588  | 606  | - | - | - | - | - | - | - |

### Enseignement
La commune est rattachée à l'académie de Grenoble.

### Médias
Historiquement, le quotidien à grand tirage Le Dauphiné libéré consacre, chaque jour, y compris le dimanche, dans son édition du Nord-Isère, un ou plusieurs articles à l'actualité de la ville, ainsi que des informations sur les éventuelles manifestations locales, les travaux routiers, et autres événements divers à caractère local.

### Cultes
La communauté catholique et l'église paroissiale de Montcarra (propriété de la commune) dépendent de la paroisse Sainte-Anne qui est, elle-même, rattachée au diocèse de Grenoble-Vienne.

## Culture locale et patrimoine

### Lieux et monuments
- Maison forte (ou château ) de Montcarra

Le château a été construit en 1309 par Bertrand Carra. À la faveur d'une alliance à la fin du XIVe siècle, le château rentre dans la famille de Torchefelon puis il est incendié par l'archevêque de Vienne en 1402.
- Église Saint-François-de-Sales de Montcarra

### Patrimoine naturel
- L'étang de Gôle, classé espace naturel sensible[22]

### Héraldique
| Blason de Montcarra | Blason  | Parti d'azur et de gueules, à la nivéole [Leucojum vernum] tigée d'or, feuillée de deux pièces de sinople et fleurie de deux pièces d'argent brochant sur le tout. |
| Blason de Montcarra | Détails | Entête de document de la mairie, 2015. |